# Faraday-Becher

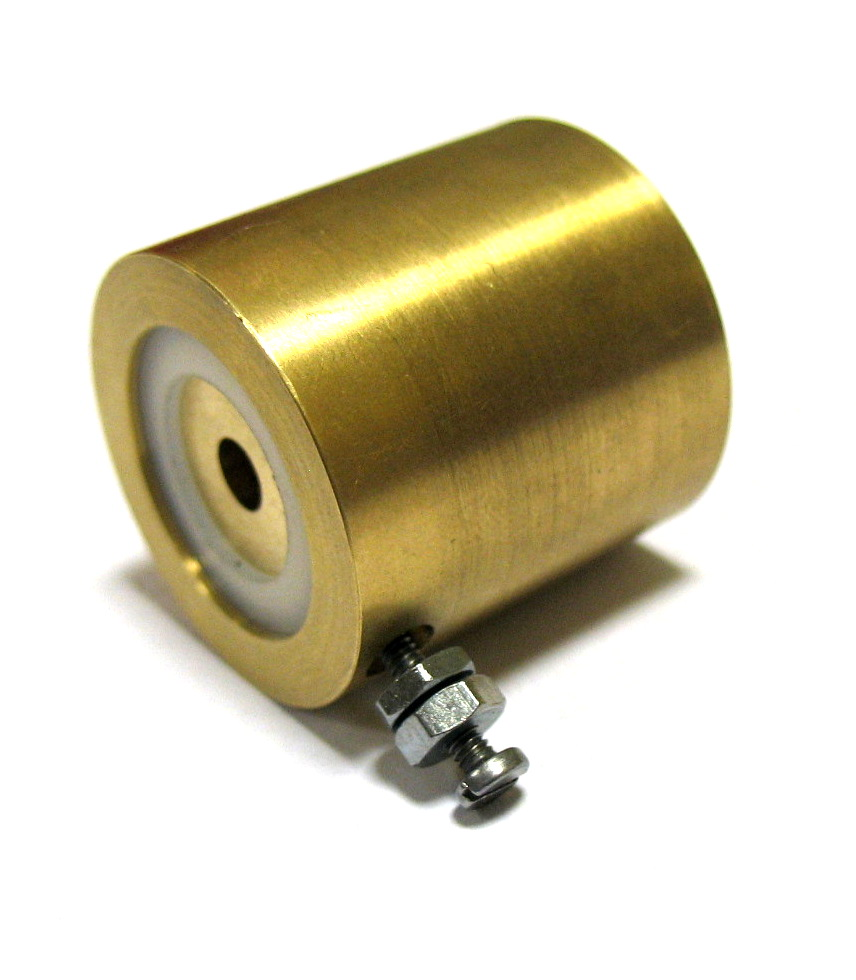
Faraday-Becher mit Suppressor-Elektrode

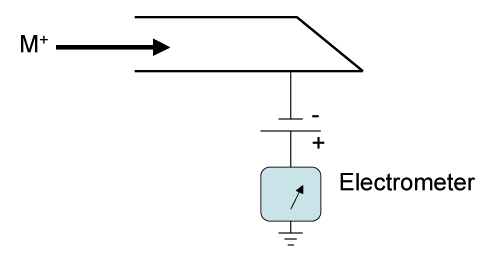
Symbolischer Aufbau

Ein Faraday-Becher (auch Faraday-Auffänger oder Faraday-Detektor oder Faraday-Tasse oder Becher-Elektrometer, abgekürzt FC oder FDC von engl. Faraday Cup) ist ein Detektor zur Messung von Ionen- oder Elektronenströmen.
Da das Innere eines leitfähigen Hohlkörpers (Metallbecher) feldfrei ist, überträgt sich die Ladung eines eingebrachten aufgeladenen Gegenstandes (zum Beispiel ein fallendes positiv geladenes Teilchen) ohne Wandberührung auf die Behälterwand und kann von dort einem Ladungsmessgerät zugeführt werden (Influenz). So kann z. B. die Ladung eines Isolierstoffes gemessen werden, indem man ihn in einen Faraday-Becher einbringt. Auch der Konduktor eines Bandgenerators kann als großer Faraday-Becher angesehen werden. Dies bedeutet, dass von der Innenwand eines elektrisch aufgeladenen Bechers keine Ladungen auf eine Probekugel aus Metall wandern, wohl aber von der äußeren Oberfläche des Bechers. Diese Entdeckung machte Michael Faraday um 1830, nach dem der Aufbau benannt wurde.
Zur Messung von Ionen- oder Elektronenstrahlen wird der Faraday-Becher in den Strahl gebracht, welcher die Teilchen absorbiert. Wenn der Faraday-Becher auf konstantem Potential gehalten wird, müssen die aufgefangenen Ionen durch Elektronen, welche über einen angeschlossenen hochohmigen Widerstand (typisch 108 – 1012 Ω) in den Faraday-Becher zufließen bzw. abfließen können, ausgeglichen werden. Am Widerstand fällt deswegen eine Spannung ab, welche ein Maß für die Stärke des Stroms ist und z. B. mit einem Elektrometer gemessen werden kann. Es existieren jedoch auch Messanordnungen mit Faraday-Bechern mit geringem Widerstand, die eine zeitliche Auflösung im Nanosekundenbereich erreichen.
Wird verhindert, dass reflektierte Ionen/Elektronen oder aus der Detektoroberfläche herausgeschlagene Sekundärelektronen den Faraday-Becher verlassen, kann mit einem Faraday-Auffänger direkt die Anzahl der aufgefangenen Ladungsträger pro Zeitspanne bestimmt werden. Das kann durch die geometrische Form des Faraday-Bechers und durch auf negativem Potential liegende Suppressor-Elektroden erreicht werden, welche die Sekundärelektronen wieder zum Detektor zurückzwingen.
Faraday-Auffänger werden als Alternative oder zusätzlich zum Sekundärelektronenvervielfacher (SEV) verwendet. Vorteil des Faraday-Auffängers ist seine Zuverlässigkeit und Robustheit und die Möglichkeit, den Ionenstrom oder Elektronenstrom absolut zu messen. Zudem ist die Empfindlichkeit zeitlich konstant und im Gegensatz zum SEV nicht massenabhängig. Nachteil ist die gegenüber einem SEV schlechtere Nachweisempfindlichkeit (typisch 2000 Ionen/s) und die geringere Bandbreite (d. h. lange Reaktionszeit). Ursache ist die große Zeitkonstante (typisch um 0,1 s), die sich aus der Eigenkapazität in Verbindung mit dem sehr hohen Wert des Entladewiderstandes ergibt. Es ist jedoch auch möglich, mit Hilfe von bestimmten Geometrien sogenannte schnelle Faraday-Tassen zu bauen, die bedeutend kleinere Zeitkonstanten bis hin zu 1 µs aufweisen.
Bei Neutralgas-Faraday-Auffängern wird die Suppressor-Elektrode positiv vorgespannt, so dass die durch den Impakt von neutralen Atomen erzeugten Sekundärelektronen vom Faraday-Auffänger weggeleitet werden. Zum Ladungausgleich müssen deswegen Elektronen über den hochohmigen Widerstand nachfließen, womit ein Signal detektiert werden kann.
Auch bei normalen Faraday-Bechern wird häufig mit Suppressor-Elektroden (~ 100 V Spannung) gearbeitet, um Ladungsverluste und dementsprechend Messwertverfälschungen durch die erzeugten Sekundärelektronen zu vermeiden.